# والدبیلیگ
والدبیلیگ (به لوکزامبورگی: Waldbëlleg) یک شهرداری در استان اشترناخ کشور لوکزامبورگ است که ۲۳٫۲۸ کیلومترمربع مساحت دارد و جمعیت آن در سال ۲۰۰۹ میلادی ۱۴۲۹ نفر بوده‌است.